# 순천만
순천만(順天灣)은 전라남도 순천시지역에 있는 만으로 여수시,고흥군의 여자만(汝自灣)에 포함된다. 순천시 지역의 만으로,여자만에 발달한 대표적 연안습지다. 갯벌에 펼쳐지는 갈대밭과 칠면초 군락, S자형 수로 등이 어우러져 다양한 해안생태경관을 보여주는 경승지이다. 2008년 순천만 일대가 국가지정문화재 명승 제41호로 지정되었다. (그러나 21년 11월 이후, 지정번호를 표기하지 않도록 바뀌었다. 유산의 서열 논란 해소 등의 효과가 있음 )

## 지형
순천만은 원형에 가까운 만으로 그 크기는 남북직경 약 30km, 동서 22km이다. 주요 지형은 갯벌, 염생습지, 구하도, 자연제방, 하천지형(범람원, 배후습지) 등을 들 수 있다. 순천만의 안과 입구에는 많은 작은 섬들이 있으며 동천하구의 동쪽 해안 지역은 해식애를 이루고 있고, 서쪽 해안 일대는 뻘질 간석지로 나타나는데 현재는 방조제를 만들어 간척하였다. 순천만의 토양은 표토는 암회갈색의 사양토가 기층에는 뻘질의 점토성분이 많아 배수가 불량학생인 편이라 홍수 등 재해대책에 어려움이 있다.

순천만

## 서식 동식물
순천만에는 갈대가 고밀도로 단일 군락을 이루고 있다. 바다와 인접한 갯벌 주변에 약 5.4km2에 달하는 갈대밭이 있는데 한국에서 가장 넓은 면적을 이루는 동시에 잘 보전된 갈대 군락이다. 잘 보전된 갈대 군락은 새들에게 은신처, 먹이를 제공하여 철새들이 많이 찾아온다. 국제보호종인 흑두루미, 검은머리갈매기와 같은 조류 외에도 저어새, 황새, 혹부리오리, 민물도요 등이 서식하고 있다.
뿐만 아니라 동절기에는 논병아리, 해오라기, 황로, 노랑부리백로, 쇠백로, 중백로, 왜가리, 쇠기러기, 큰기러기, 청둥오리, 흰뺨검둥오리, 고방오리, 흰죽지, 댕기흰죽지, 캐나다두루미 등 시베리아~중국~한국을 경유하는 종 140종이 넘는 조류가 관찰 되었다.

순천만의 갈대

## 산업 및 오염화
현재 순천만 주변의 하천의 직강화로 인해 유속이 빨라져 퇴적물들이 빨리 퇴적하여 갯벌이 확장되고 있다. 또한 갯벌로 갈대의 군락이 확대되고 있다. 또, 복잡한 해안선은 약 58.7km에 이르며 간석지가 발달하고 흩어져 있는 섬들 주변은 어업발전에 입지조건이 좋다. 연안에는 조기·멸치·갈치·장어·문어·전어 등의 어업이 성하며, 김·꼬막·굴 양식도 행하여진다. 하지만 순천만의 구하도 주변에 축사가 들어서고 오폐수의 유입으로 부영양화 현상을 보이고 있고, 구하도의 물이 항상 고여 있어 오염이 더욱 가속화되고 있다. 또한 구하도가 자연적으로 퇴적되어 하천의 깊이가 얕아지게 되면서 구하도가 매립되어 농경지와 도로로 변하면서 사라지고 있다.

## 문화적 가치
순천만의 S자형 수로는 대한민국 사진작가가 선정한 10대 낙조 중 하나이기도 하다. 또한 전망대에서 바라보는 일몰과 철새가 떼 지어 날아오르는 광경이 장관을 이루어 2006년에는 한국관광공사 최우수 경관 감상형지로 선정되는 등 경관적 가치가 뛰어나다. 또한 2006년 1월 20일에는 순천만 연안의 갯벌 중 순천시에서 보성군 벌교읍에 이르는 부분이 람사르 협약에 등록되어 람사르 습지가 되었다. 이는 대한민국 4번째 람사르 습지이자 연안 습지 중 국내 최초이다. 2007년 7월에 남해안 관광벨트 개발계획 사업으로 자연생태공원이 조성되어 2004년 11월부터 운영되고 있다. 또한 순천만은 생물학적 가치가 크고 해안생태경관이 수려하여 2008년 6월에 명승 제41호로 지정되기도 하였다. 한편, 전남 순천시는 2009년 9월 16일 국제기구로부터 유치를 확정하였다. 2013년 순천만국제정원박람회와 관련하여 순천만 일원에는 수목원, 순천만국제습지센터, 저류지 등이 조성되었다. 2018년에는 순천시 전역이 생물권 보전지역으로 지정되었으며, 2021년 7월 제 44차 세계유산위원회에서 순천갯벌은 국내 서남해안 갯벌과 함께 세계유산으로 등재되었다. 

## 사진

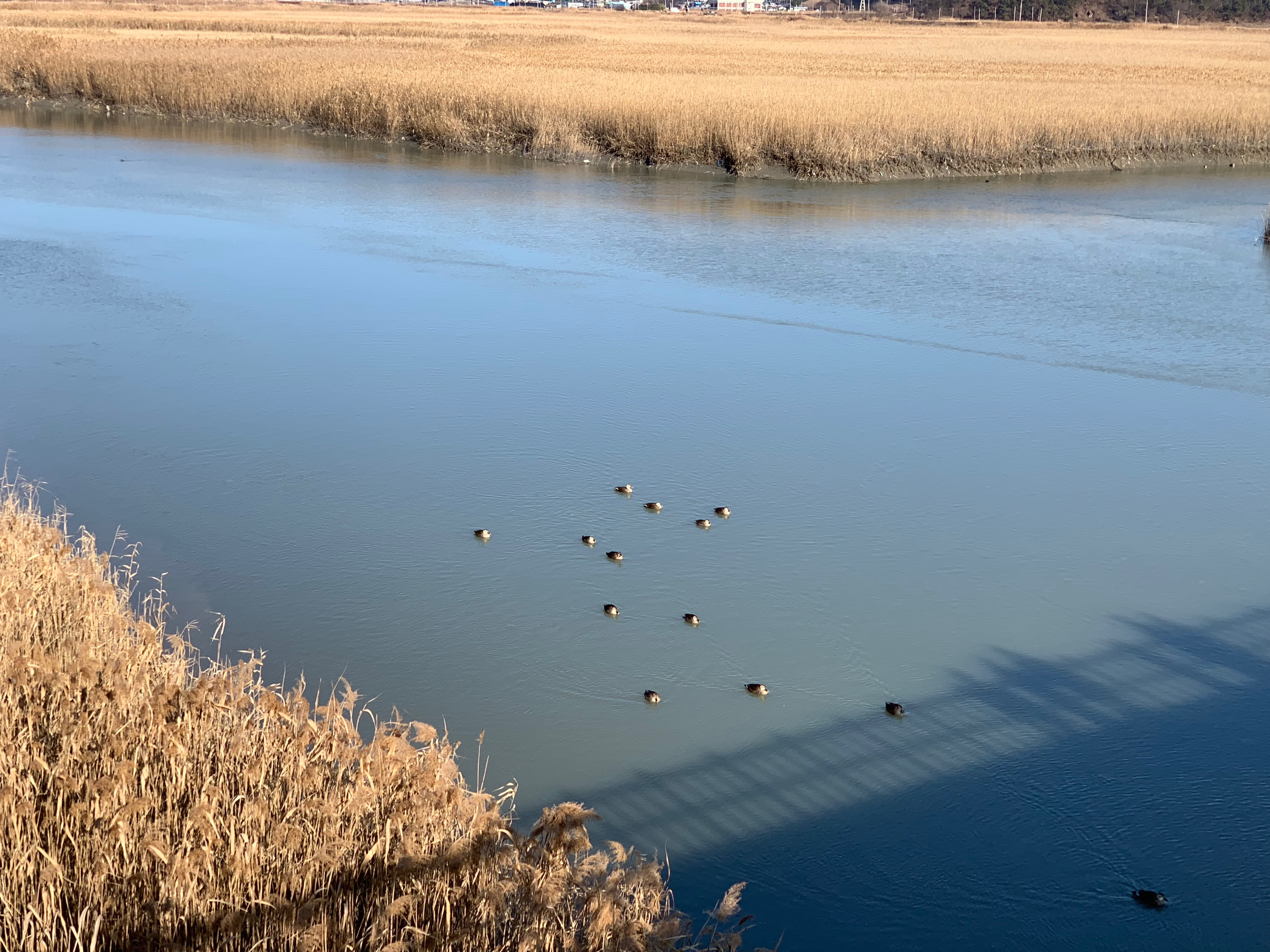
순천만을 찾은 오리들
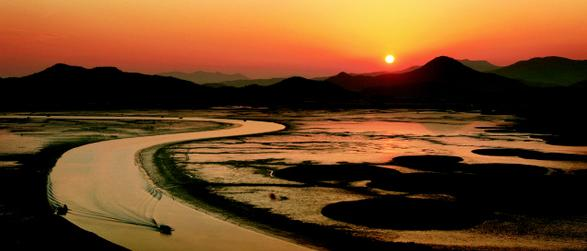
순천만 낙조
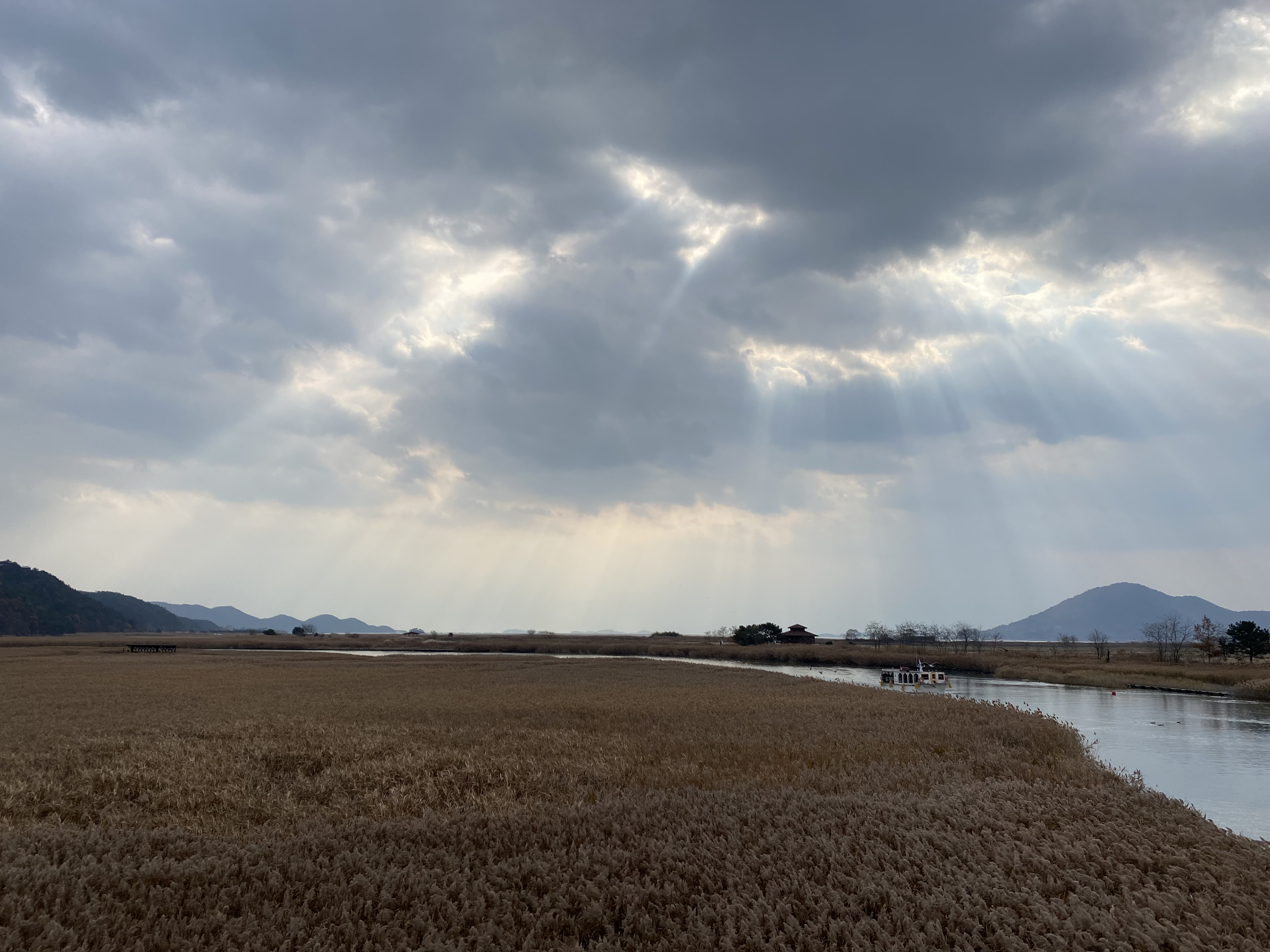
순천만습지 경치